# Lautertal-Limes
Pour les articles homonymes, voir Lautertal et Limes.

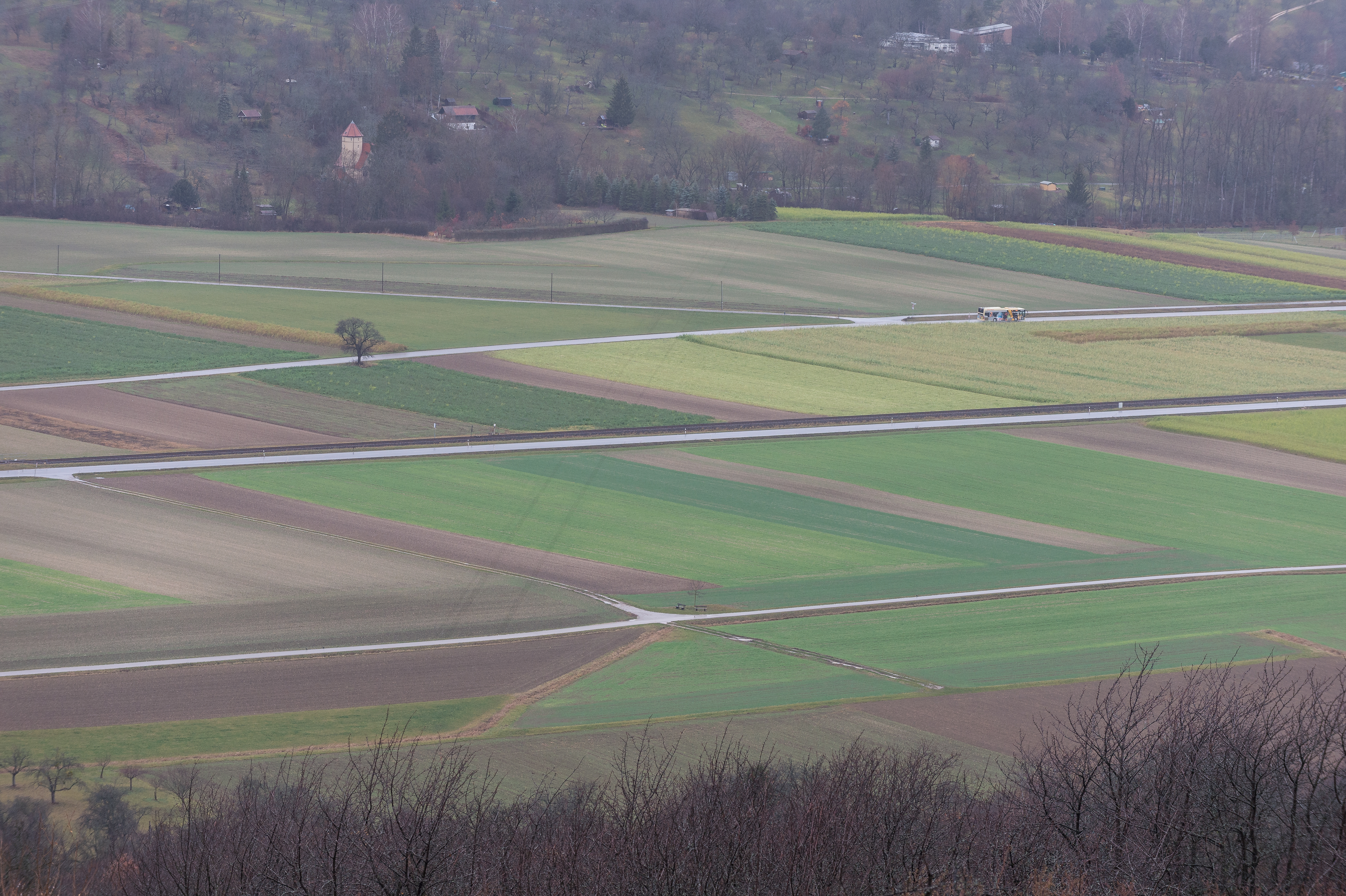
Le "Sibyllenspur" dans le Lautertal entre Owen et Dettingen unter Teck

Le Lautertal-Limes (aussi : Sibyllenspur ou Sybillenspur) est une fortification frontalière romaine du début du IIe siècle de notre ère entre le Neckar et le Jura souabe. Il s'étend sur une longueur de 23 kilomètres, en ligne droite, de la municipalité actuelle de Köngen sur Neckar (latin : Grinario) au nord-ouest à Dornstetten (latin : Clarenna) sur le Jura souabe au sud-est.

## Historique de la recherche
Un élément d'indice phytologique en forme de bande d'environ 600 mètres de long dans la vallée de la Lauter entre Dettingen et Owen était connu depuis longtemps sous le nom de Sybille. Cette trace a été interprétée différemment dans le passé et est également étayée par une légende selon laquelle elle serait la trace de la voiture de la Sibylle. Les pédologues et les géologues ont vu une faille géologique dans la bande ou soupçonné un ancien chemin de procession ou une rue faite par des mains humaines. Les premières investigations ont été menées en 1976 par le pédologue et géologue Siegfried Müller en collaboration avec le Schwäbischer Albverein (en français : « Association du Jura souabe »). Les résultats de cette enquête ont abouti à un monument au sol d'un fossé rectiligne, qui a été classé comme romain par une découverte d'un tesson. Le chercheur local de Kirchheim, Eugen Schweitzer, a avancé la thèse selon laquelle le sentier des sibylles fait partie de la Centuriation romaine, comme le Limes.
En juillet de l'été sec de 1976, Walter Sölter découvre le petit Kastell du Hasenhäuslesberg près de Dornstetten grâce à une prospection archéologique aérienne. Cette découverte renforça la thèse d'un limes romain entre Köngen et Donnstetten. Cette thèse a été confirmée la même année par Dieter Planck, alors conservateur des monuments archéologiques du district administratif de Stuttgart, qui a également évalué les photographies aériennes de 1976 d'Alfred Brugger. Cependant, la thèse du réseau de limitation n'a pas pu être prouvée archéologiquement. En 1978, Eugen Schweitzer a pour la première fois appelé le sentier des sibylles comme "Limes dans la vallée de la Lauter qui relie le Neckar-Odenwald-Limes du Kastell Köngen à l'Alblimes près du Kastell Donnstetten". D'autres investigations ont montré que le Lautertal Limes se composait d'une palissade et de trois tranchées parallèles. Contrairement au limes germano-rétien supérieur, qui était protégé par deux tranchées, les tranchées s'étendent ici à l'extérieur de la palissade.
Grâce à des photographies aériennes d'Alfred Brugger, le Kastell Dettingen unter Teck a été découvert derrière le Limes. Les fouilles archéologiques ultérieures par le Landesamt für Denkmalpflege Baden-Württemberg en 1982 ont montré qu'on avait trouvé un camp militaire romain pour la protection directe du Lautertal-Limes.

## Limes

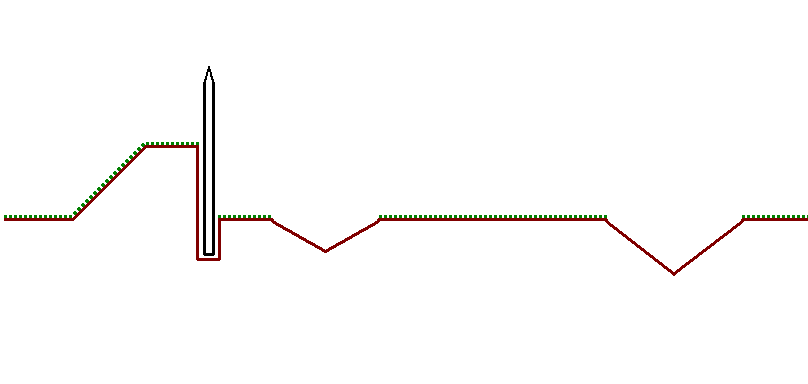
Tentative de reconstruction à l'échelle des fortifications du Limes dans le Lautertal

Une fouille effectuée par le Landesamt für Denkmalpflege Baden-Württemberg en 1982 a eu le résultat suivant : La Sibylline se compose de trois tranchées parallèles, dont la tranchée extérieure (1) au nord-est est une cunette d'une largeur de 3.20 m et d'une profondeur de 1,60 m. Au sud-ouest suit à une distance de 6 m une autre cunette d'une largeur de 2,60 m et d'une profondeur de 1,4 m (2) et derrière celle-ci à une distance de 1,5 m suit une tranchée d'une largeur de 70 cm et d'une profondeur de 1,10 m (3), dans laquelle des poteaux en bois d'une palissade se tenaient. Il s'agit d'un mur en bois du côté ennemi, contre lequel un mur de terre (vallum) a probablement été empilé à l'intérieur. La fouille a confirmé le fortin derrière les tranchées reconnues par Dieter Planck sur la photo aérienne.
Au cours de ces fouilles, deux fragments de vases en terre sigillée ont été retrouvés dans la tranchée. La Sigillata pourrait être attribuée au potier Satto de la manufacture Terra Sigillata à Schemmerich près de Faulquemont en Gallia Belgica vers l'an 120 à 130 en raison du sceau.
La découverte classe le sentier des sibylles avec ses deux tranchées et le mur de bois et de terre comme le lien recherché depuis longtemps entre le Neckar Limes de Domitien et l'Alblimes.

## Historique
Cette fortification, qui reliait le Neckarlimes à l'Alblimes, a probablement été construite en 98 ap. J.-C. sous l'empereur Trajan avec le Neckar-Odenwald-Limes.  Le Lautertal-Limes a été abandonné au 2e siècle, terminus post quem se situe vers 125 apr. J.-C., car les fragments précités des années 120/130 ap. J.-C. ont été retrouvés dans le remblayage des tranchées.
Cette datation a conduit à supposer que l'abandon du Lautertal-Limes est relié dans le temps et en termes factuels avec l'avancée de la frontière de la province romaine de Raetia de la ligne Kastell Donnstetten (Clarenna) - Kastell Urspring (Ad Lunam) - Kastell Heidenheim (Aquilée) - Danube (Danuvius) à environ 40 kilomètres au nord. Ce processus, qui n'a pas encore été étudié en détail, a eu lieu vers l'an 122 apr. J.-C. Sous l'empereur Hadrien. À Köngen, environ 125 apr. J.-C., l'ancien fort en bois a été remplacé par un fort en pierre. Cette mesure de construction peut aussi être liée au nivellement du Lautertal-Limes et au déplacement de la frontière en Raetia.

## La frontière dans le domaine duLautertal-Limes
Cependant, la frontière romano-germanique entre du temps entre 125 et 159 apr. J.-C. reste floue entre Bad Cannstatt et Köngen à l'ouest et Lorch à l'est.
- L'itinéraire est possible directement dans une direction ouest-est de Cannstatt à Lorch, c'est-à-dire à travers le Remstal. Une voie romaine y existe depuis l'avancée du limes vers 159/160 apr. J.-C. Cependant, cela aurait pu également exister quelques années plus tôt et marquer sans autre protection militaire la frontière de l'empire pendant cette période calme pour les Romains en Germanie.
- La frontière de Köngen à l'est traversant la vallée du Fils est également possible.  L'agrandissement en pierre du Kastell Köngen vers 125 apr. J.-C. parle pour ce cours, car cette extension n'aurait guère valu la peine pour un fort de l'arrière-pays, ainsi que l'existence du Kastell Eislingen-Salach - encore non daté - dans la vallée du Fils à environ 15 kilomètres au sud de Lorch. Selon la photo aérienne, ce fort était un fort en bois et terre pur qui n'a jamais été construit en pierre, ce qui plaide clairement en faveur d'une courte durée d'utilisation. Il marquait probablement aussi la frontière entre la Germanie supérieure et la Rhétie ; jusqu'à présent, on ne sait pas à quelle province il appartenait, quelle unité s'y trouvait et quel était son nom latin. L'une des principales fonctions du Lautertal-Limes était apparemment de sécuriser la voie romaine entre Köngen et Urspring, qui faisait partie de la route longue distance stratégiquement importante Mayence-Augsbourg et qui s'élevait jusqu'à l'Albhöhe dans cette section. Il est remarquable que cette route passe au nord-est de la fortification, c'est-à-dire hors de la frontière de l'Empire romain marquée et protégée par le Limes (voir Alblimes).

Cette observation a conduit à objecter que le nom Limes pour cette fortification frontalière ne serait pas exact, puisque, à proprement parler, la route passant au nord-est de celle-ci en vue formait la frontière de l'empire, c'est-à-dire le Limes.

## La légende de la Sibylle von der Teck
La légende de la Sibylle von der Teck s'enroule autour du sentier des Sibylles. Selon ceci, Sibylle von der Teck, qui vit dans le Sibyllenloch, une grotte dans le Teckberg au pied du Burg Teck, aurait quitté le Teck pour toujours à cause du chagrin de ses trois fils ratés sur une charrette tirée par d'énormes chats.

## Littérature

### Monographies
- Rolf Götz : Die Sibylle von der Teck, Die Sage und ihre Wurzeln im Sibyllenmythos. (Schriftenreihe des Stadtarchivs Kirchheim unter Teck, Bd. 25). Gottlieb und Osswald, Kirchheim unter Teck 1999.  (ISBN 3-925589-23-6)

### Essais
- Philipp Filtzinger : Limesmuseum Aalen. (Schriften des Limesmuseums Aalen, 26). Gesellschaft für Vor- u. Frühgeschichte in Württemberg und Hohenzollern e. V., Stuttgart 1971.
- Walter A. Koch : Der Sagenkranz um Sibylle von der Teck., dans : Sonderdruck aus der Teck-Rundschau Jahrgang 1951, n°. 293, 297 und 300. Gottlieb & Oswald, Kirchheim/Teck 1951.
- Walter A. Koch : Der Sagenkranz um Sibylle von der Teck. 4. Auflage. Spieth, Stuttgart 1986.  (ISBN 3-88093-001-5)
- Ernst Meier : Deutsche Sagen, Sitten und Gebräuche aus Schwaben. S. 22f. Metzler, Stuttgart 1852.
- Siegfried Müller : Altes und Neues von der Sibyllenspur. dans : Blätter des Schwäbischen Albvereins, 83. S. 180f. Schwäbischer Albverein, Stuttgart und Tübingen, 1977.
- Dieter Planck : Ein neuer römischer Limes in Württemberg. ans : Landesdenkmalamt Baden-Württemberg u. a. (Hrsg.) : Archäologische Ausgrabungen Baden-Württemberg 1982. S. 97ff. Theiss, Stuttgart 1983.
- Dieter Planck : Dettingen unter Teck. Lautertallimes. dans : Dieter Planck (Hrsg.) : Die Römer in Baden-Württemberg. S. 61–63 Theiss, Stuttgart 2005.  (ISBN 3-8062-1555-3)
- Dieter Planck : Dettingen unter Teck. Lautertallimes. dans : Philipp Filtzinger, Dieter Planck, Bernhard Cämmerer (Hrsg.) : Die Römer in Baden-Württemberg. 3. Auflage, S. 268–270. Theiss, Stuttgart 1986.  (ISBN 3-8062-0287-7)
- Eugen Schweitzer : Beiträge zur Erforschung römischer Limitationsspuren in Südwestdeutschland. S. 24ff. Dissertation, Fakultät Architektur und Stadtplanung der Universität Stuttgart, Stuttgart 1983.
- Eugen Schweitzer : Vermutungen über die Sibyllenspur dans : Schwäbische Heimat. Zeitschrift des Schwäbische Heimatbundes. Jg. 29, Heft 1, S. 42. TC Druck, Stuttgart 1978.

## Voir également
- Limes